# La Mesa (Cundinamarca)
Pour les articles homonymes, voir La Mesa.
La Mesa est une ville de Colombie dans le département de Cundinamarca.
La ville est située à 62 km de la sortie sud-est de Bogota, par la route de Tocaima, en passant par Fontibón et Mosquera.

## Géographie

### Géomorphologie
Le nom de La Mesa (litt. « la table » ou « le plateau ») nom vient de sa situation géographique sur un petit plateau assez régulier de 4 km2 dans la Cordillère orientale.

### Climat
La situation particulière du lieu, sur la Cordillère andine, entraîne un curieux et fréquent phénomène de brouillard (neblina) que les autochtones appellent avec humour Juan Díaz, du nom du propriétaire des terres où s'est établi l'agglomération. Cet épais brouillard a pour origine les nuages de basse altitude qui se forment sur la « Vallée de la Madeleine » (valle del Magdalena) qui sont contrariés par des masses d'air chaud qui les font remonter jusqu'à La Mesa.
La température moyenne du site est de 24 °C.

## Histoire

### Époque précolombienne
Avant l'arrivée des Espagnols, la zone était peuplée par les indiens Panches, guerriers réputés pour leur force physique.

### Époque coloniale
Le premier établissement connu se situait près de l'implantation actuelle de La Mesa et portait le nom de Guyabal.
Pour des raisons logistiques liées notamment aux ressources en eau, les vice-rois (Virreyes) Pedro Messia de la Zerda, Manuel Guirior et Manuel Antonio Flórez transférèrent progressivement jusqu'en 1777 l'implantation de population depuis l'actuel lieu-dit Dos Caminos jusqu'à l'emplacement actuel de la Plaza Principal.
De La Mesa partit la célèbre Expédition Botanique du Royaume de Nouvelle-Grenade (Nuevo Reino de Granada) en 1783.
Cette expédition scientifique était dirigée par José Celestino Mutis y Bosio, célèbre astronome et botaniste espagnol qui étudia la flore, la faune et les ressources naturelles de cette époque.

### Indépendance
La population de La Mesa a été précocement liée aux mouvements d'indépendance. De ce lieu sont parties les premières campagnes de libération, notamment le mouvement révolutionnaire du 20 juillet 1810.
La Mesa devient au fil du temps, un centre de recrutement et d'entraînement des forces indépendantistes. Plusieurs héros et martyrs de l'indépendance sont nés à La Mesa. Le Libérateur Simón Bolívar passa à quatre reprises par la Mesa en 1821, 1826, 1828 et 1830. Don Antonio Nariño passa également par La Mesa en septembre 1813, à la tête de l'Armée de Cundinamarca, en route pour la campagne de libération du sud.

## Culture

### Hymne
« I

En la cumbre imponente del ande

Bajo un cielo de sol tropical

Se levanta la villa pujante

De La Mesa, amable y cordial

Tierra hermosa de historia y leyenda

De Juan Diaz el hombre ancestral

Noble hidalgo que en pro de su herencia

Sigue herrante en la niebla invernal

Refrain :

Como faro del gran Tequendama

Que ilumina el progreso y la paz

Donde heroes y sabios de fama

Alcanzaron la gloria inmortal

II

Noble cuna de panches guerreros

Y del héroe Francisco Julián,

Que su sangre y su vida ofrecieron

A su pueblo por la libertad

Sus riquezas de flora fecunda

Vino Mutis un dia a estudiar

Y con sabios de ciencia profunda

Dio comienzo a su obra triunfal

Refrain

III

De sus campos de caña y ganado

Fluyen rios de leche y de miel

Y maizales de granos dorados

Que a La Mesa le dan su sosten

En sus flancos, desde miradores

Majestuosos paisajes se ven;

Cafetales, frutales y flores

Que parecen jardin del edén.

Refrain

IV

Cuando el sol en las tardes declina

Entre gamas de intenso arrebol,

A la tierra mesuna ilumina

Con sus tonos de magia y color

Suave brisa el ambiente perfuma

Con aromas de campos en flor

Y entre nubes la luna se asoma,

A sus noches inunda de amor.

Refrain

V

Grandes hombres y bellas mujeres

Enaltecen a nuestra región

Con su esfuerzo y constancia le han dado,

A La Mesa prestigio y honor

Su futuro ya esta asegurado,

Pues sus hijos son hombres de acción

Que a su pueblo y a su gente han llevado,

Bienestar, desarrollo y unión. »

— Guillermo Vargas